# Więzienie Spandau
Więzienie Spandau – więzienie, które znajdowało się w dzielnicy Spandau w ówczesnym Berlinie Zachodnim (dziś Berlin). Wybudowane zostało w 1876 roku, a wyburzone w 1987 roku.
Początkowo więzienie wojskowe, było następnie wykorzystywane przez III Rzeszę jako więzienie przeznaczone dla członków opozycji antyhitlerowskiej. Po zakończeniu II wojny światowej osadzeni zostali w nim nazistowscy zbrodniarze wojenni skazani na kary pozbawienia wolności. Więzienie było ulokowane w dzielnicy, która znajdowała się w części Berlina okupowanej przez Wielką Brytanię, jednak wartę sprawowali w cyklach miesięcznych również żołnierze sowieccy, amerykańscy i francuscy, a flaga wywieszona na gmachu każdorazowo informowała o tym, kto pełni obecnie służbę. Do więzienia Spandau trafiło ostatecznie siedmiu więźniów, których przywieziono 18 lipca 1947 roku po wydaniu wyroków przez Międzynarodowy Trybunał Wojskowy w Norymberdze:
- Rudolf Heß, zastępca Adolfa Hitlera, kara dożywotniego pozbawienia wolności, zm. 17 sierpnia 1987 roku (samobójstwo przez powieszenie);
- Walther Funk, prezes Reichsbanku, kara dożywotniego pozbawienia wolności (zwolniony w 1957 roku), zm. 31 maja 1960 roku;
- Erich Raeder, naczelny dowódca Kriegsmarine, kara dożywotniego pozbawienia wolności (zwolniony w 1955 roku), zm. 6 listopada 1960 roku;
- Albert Speer, architekt Adolfa Hitlera, 20 lat pozbawienia wolności (zwolniony w 1966 roku), zm. 1 września 1981 roku;
- Baldur von Schirach, przywódca Hitlerjugend i gauleiter Wiednia, 20 lat pozbawienia wolności (zwolniony w 1966 roku), zm. 8 sierpnia 1974 roku;
- Konstantin von Neurath, minister spraw zagranicznych III Rzeszy oraz protektor Czech i Moraw, 15 lat pozbawienia wolności (zwolniony w 1954 roku), zm. 14 sierpnia 1956 roku;
- Karl Dönitz, naczelny dowódca Kriegsmarine, 10 lat pozbawienia wolności (zwolniony w 1956 roku), zm. 24 grudnia 1980 roku.

W 1987 roku samobójstwo popełnił Rudolf Heß, ostatni odbywający tam karę osadzony. Niedługo potem podjęto decyzję o wyburzeniu więzienia po to, aby nie stało się celem pielgrzymek neonazistów. Wyburzenie zakończono w listopadzie 1987 roku, pozostały gruz zmielono i wywieziono, a w miejscu, w którym znajdowało się więzienie, w 1990 roku wybudowano centrum handlowe i kompleks kinowy, które następnie zostały w większości wyburzone w drugiej dekadzie XXI wieku.